# Лири, Тимоти
Ти́моти Фрэ́нсис Ли́ри (англ. Timothy Francis Leary; 22 октября 1920 года, Спрингфилд, Массачусетс, США — 31 мая 1996 года, Лос-Анджелес, Калифорния) — американский психолог, писатель, участник кампании по исследованиям психоделических препаратов, разработчик программного обеспечения.

## Биография
Родился 22 октября 1920 года в Спрингфилде (Массачусетс).
Получил бакалавра гуманитарных наук в Алабамском университете, в 1946 году магистра наук по психологии в Колледже штата Вашингтон, защитив под научным руководством Ли Кронбаха диссертацию по теме клинического применения теста Векслера, а в 1950 году доктора философии по клинической психологии в Калифорнийском университете в Беркли, защитив диссертацию по теме «Социальные измерения личности: групповой процесс и структура» (англ. The Social Dimensions of Personality: Group Process and Structure).
С весны 1960 года преподавал в Гарварде.
В 1957 году создал психодиагностическую методику «тест межличностных отношений Лири», которая до сих пор используется спецслужбами США.
Свою скандальную известность Лири получил за исследование влияния психоделиков на психику и нервную систему человека. Его исследования были в самом разгаре, когда психоделики (и прежде всего ЛСД) объявили вне закона. Эксперименты пришлось прекратить, но отказываться от психоделиков Лири не собирался и пожертвовал ради исследований профессиональной карьерой и репутацией академического учёного.
Эта скандальная слава Лири привела к замалчиванию его заслуг в тех областях психологии, которые позже стали ассоциироваться совсем с другими именами. Так, его имя по праву должно было бы стоять в одном ряду с именами Роджерса, Баха, Перлза, Берна и других пионеров групповой терапии. Основы теории коммуникативных игр также изначально разрабатывались Лири, однако известность эта теория получила в модификации Эрика Берна.
Новаторские идеи самоактуализации и личностного роста, пронизывающие ранние работы Лири, совпадают по времени публикации с новациями признанных лидеров гуманистической психологии — Маслоу, Роджерса, Шарлотты Бюлер, к числу которых нужно отнести и Лири.
Лири получил огромную популярность в разгар движения хиппи. Со временем в прессе его стали называть «ЛСД-гуру». Лири активно пропагандировал психоделики, выступал с лекциями и написал ряд книг, посвящённых расширению границ человеческого сознания.

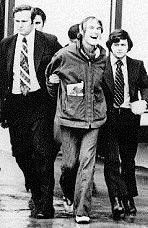
Арест Тимоти Лири в 1972 году

C 1965 года у Лири начались проблемы с законом — его неоднократно арестовывали по обвинению в хранении наркотиков, пока в 1969 году Верховный суд США не признал доктора Тимоти Лири виновным по делу о налоге на марихуану. В день признания своей невиновности Лири заявил о своём участии в выборах на пост губернатора Калифорнии, бросив тем самым вызов Рональду Рейгану. Предвыборная кампания Лири проходила под лозунгом «Собирайтесь, и устроим вечеринку» (англ. Come together, join the party). Свою знаменитую песню «Come Together» Джон Леннон написал специально для Лири, взяв за основу его предвыборный лозунг.
В 1970 году Лири был осуждён за хранение марихуаны в общей сложности на 38 лет. По мнению самого Тимоти Лири, такому сроку осуждения способствовали его идеи о нейротрансмиттерах и реимпринтировании нервной системы. При определении места заключения Лири должен был пройти различные психологические тесты на профпригодность, многие из которых были составлены им же самим, включая «тест Лири», поэтому он с легкостью создал образ человека, наилучшим образом подходящего к садово-полевым работам. Благодаря этому его поместили в тюрьму мягкого режима и стали направлять на уборку и благоустройство территорий, чем он и воспользовался при побеге в сентябре 1970 года.
Братство вечной любви, у истоков которого стоял Лири, заплатило леворадикальной организации Weathermen за переправку Лири и его жены из США в Алжир, где его взяли под свою опеку скрывавшиеся там руководители «Чёрных пантер» во главе с Элдриджем Кливером. Однако затем Лири заявил, что Кливер попытался взять его и его жену в заложники.
В 1970 году Лири вместе с женой перебрался в Швейцарию, где встретился с «отцом» ЛСД — Альбертом Хофманом, но, не получив там убежища, был вынужден бежать в Афганистан. Там прямо в аэропорту Лири был арестован сотрудниками Федерального бюро по борьбе с наркотиками США, возвращён в США и снова посажен в тюрьму (1972), откуда вышел лишь в 1976 году — уже на законных основаниях.
СМИ того времени и некоторые авторы статей о Тимоти Лири связывали его досрочное освобождение с сотрудничеством с ФБР и дачей показаний против своих друзей, организовавших побег. Согласно открытому письму друзей Тимоти Лири, Лири никогда не скрывал факта разговоров с агентами ФБР (о чём писал в автобиографии) и реального вреда никому не причинил. Он заранее предупредил друзей, устроивших побег, о своём сотрудничестве. В итоге он дал показания только против тех, кто давно находился в подполье, или чью вину было невозможно доказать. Это не устроило спецслужбы, и его оставили под стражей. Однако, по утверждению авторов письма, его последующее освобождение было связано не с сотрудничеством со следствием, а с падением Никсона, уотергейтским скандалом, связанным с превышением своих полномочий со стороны ФБР при работе с радикальными группами, и сменой губернатора Калифорнии с Рональда Рейгана на Джерри Брауна.
В 1980-е годы Лири увлёкся компьютерами и даже создал ряд программных продуктов. В 1989 году как консультант принимал участие в триллере «Электрошок».

## Смерть
Скончался Тимоти Лири 31 мая 1996 года от рака простаты. Процесс умирания был записан на видео по просьбе умирающего. Последняя фраза, которую произнес Лири перед смертью, была «Почему бы и нет?».
7 граммов праха Лири были отправлены 21 апреля 1997 года на орбиту Земли ракетой «Пегас», где они пребывали 6 лет, пока не сгорели в атмосфере.
Тимоти Лири был давним сторонником крионики и подписал контракт с двумя крупными поставщиками крионики — сначала с Alcor в 1988, затем перешёл в CryoCare в 1994. Голова Лири должна была быть отделена от тела и криоконсервирована, но за 3 недели до смерти он изменил своё решение и не был в итоге криоконсервирован.

## Значение
Биографы Лири говорят, что в свою яркую и насыщенную жизнь он сумел вместить тысячи жизней, предстать во множестве образов. Известной стала фраза Лири, высказанная в интервью журналу The Realist: «Каждый получает такого Тимоти Лири, какого заслуживает».
Автор более 40 книг посвящённых «человеческой природе» и нескольких сотен эссе и интервью на различные темы. В предисловии к книге Neuropolitique(1988) Лири называет себя современным философом, предложившим человечеству за 38 лет творчества множество различных идей, некоторые из которых были глупыми, часть — скучными, часть — безумными, и часть — прорывными.
Взгляды Лири разделял английский писатель Олдос Хаксли, тоже являвшийся сторонником теории «расширения сознания». Творчество Лири повлияло на формирование взглядов многих известных людей, среди них Роберт Уилсон и Роберт Турман. Известная американская прог-рок-группа Tool использует запись речи Лири, начинающуюся словами «Think for yourself, question authority» на концертных выступлениях перед исполнением песни «Third Eye».

## Влияние на современную культуру
Упоминается в книге французского писателя Мартена Пажа «Стрекоза её детства»: «В начале осени, узнав из репортажа о хипповском папе ЛСД Тимоти Лири, что он попросил заморозить его голову после смерти и разослал повсюду флакончики своей крови в надежде, что однажды воскреснет или же будет клонирован, Зора пришла в тихое бешенство, шокированная его глупостью и манией величия. Словно генерал, разрабатывающий широкомасштабную военную операцию, она вывесила карту, на которой флажками отметила места, где хранилась кровь Лири».

### Работы на английском языке

#### Монографии
- Leary, Timothy. Interpersonal diagnosis of personality: a functional theory and methodology. — New York, Ronald Press Co, 1957.
- The Psychedelic Experience: A Manual Based on the Tibetan Book of the Dead. — 1964.
- The Psychedelic Reader. — 1965.
- Psychedelic Prayers from the Tao Te Ching. — 1967.
- Leary, Timothy. High Priest / Timothy Leary, Allen Ginsberg. — Ronin Publishing, 1995. — ISBN 0-914171-80-1.
- Leary, Timothy. The Politics of Ecstasy. — Ronin, 1998. — ISBN 978-1579510312.
- Jail Notes. — 1971.
- Confessions of a Hope Fiend. — 1973.
- Neurologic. — 1973.
- What Does WoMan Want? — 1976.
- Leary, Timothy. Exo-Psychology: A Manual on the Use of the Human Nervous System According to the Instructions of the Manufacturers. — Los Angeles : Star Seed/Peace Press, 1977. — ISBN 0-915238-16-0.
- Intelligence Agents. — 1979.
- The Game of Life. — 1979.
- Leary, Timothy. Changing My Mind, Among Others: Lifetime Writings. — Prentice Hall Inc., 1982. — ISBN 0131278118.
- Leary, Timothy. Flashbacks. — Heinemann, 1983. — ISBN 0874773172.
- Leary, Timothy. Neuropolitique / Timothy Leary, Robert Anton Wilson, George Koopman. — Falcon Press, 1988. — ISBN 1-56184-012-2.
- Surfing the Conscious Nets. − 1995.
- Leary, Timothy. Chaos & Cyber Culture / Timothy Leary, Michael Horowitz, Vicky Marshall. — Ronin Publishing, 1994. — ISBN 0-914171-77-1.
- Leary, Timothy. Design for Dying / Timothy Leary, R.U. Sirius. — HarperEdge, 1997. — ISBN 0-06-092866-2.
- Leary, Timothy. The Politics of Self-Determination. — Ronin, 2000. — ISBN 1-57951-015-9.
- Leary, Timothy. The Psychedelic Experience: A Manual Based on the Tibetan Book of the Dead / Timothy Leary, Richard Alpert, Ralph Metzner. — Penguin Classics, 2008. — ISBN 978-0141189635.

#### Статьи
- Leary, Timothy; Freeman, Mervin; Ossorio, Abel; Coffey, Hubert (1951). The Interpersonal Dimension of Personality. Journal of Personality[англ.]. 20 (2): 143–161. doi:10.1111/j.1467-6494.1951.tb01518.x. PMID 14918048.
- Leary, Timothy (1969). The Effects of Consciousness Expanding Drugs in Prisoner Rehabilitation. Psychedelic Review (10).

### Русскоязычные переводы
1. Переводы книги «The Psychedelic Experience: A Manual Based on the Tibetan Book of the Dead»:
  - Лири Т., Метцнер Р., Олперт Р. Психоделический опыт: Руководство на основе «Тибетской книги мёртвых» / пер. с англ. Г. А. Лубочкова. — Львов: Инициатива; К.: Ника-Центр, 2003. — 244 с. — (Серия «Новейшая психология»; вып. 4). — ISBN 966-521-203-6.
  - Лири Т., Мецнер Р., Альперт Р. Практика приема психоделиков. Руководство, основанное на Тибетской Книге Мёртвых.
2. Лири Т. История будущего / Тимоти Лири. — Киев : Янус, 2000. — 286 с. — Пер. с англ. И. Митрофанова, М. Чеботарев. — ISBN 5-7101-0061-7. (Данное издание составлено из неполных переводов фрагментов книг Т.Лири «Info-Psychology» и книги Т.Лири и Р. А. Уилсона «The Game of Life».)
3. Лири Т. Семь языков бога : пер. с англ. / Тимоти Лири. — Киев : Янус ; М. : Пересвет, 2001. — 224 с. — ISBN 5-7101-0074-9. (Данное издание составлено из неполных переводов отдельных эссе, входящих в состав трёх книг Т.Лири: «Chaos & Cyberculture», «The Politics of Ecstasy», «Turn on, tune in, drop out», а также включает отдельно изданное эссе Т.Лири «Neurologic».)
4. Лири Т., Стюарт М. и др. Технологии изменения сознания в деструктивных культах. Пер. с англ. / под ред. И. Митрофановой. — Санкт-Петербург: Экслибрис, 2002. — 224 с. — ISBN 5-901620-35-6. (Авторство лишь приписано Т.Лири. Данное издание содержит перевод только одного эссе Т.Лири и Р. А. Уилсона «How To Wash Brains» из книги «Neuropolitics». Само эссе разбито на части, его границы явно обозначены в тексте. Скорее всего, весь остальной текст был написан самой И.Митрофановой, а книга была выдана за работу Т.Лири для более успешного маркетинга.)
5. Лири Т. Нейрополитика = Neuropolitics : 1977 / Тимоти Лири. — 2013. — Пер. с англ. Валера Иванов.
6. Лири Т. Нейрокомикс = Neurocomics : 1979 / Тимоти Лири. — 2015. — 32 с. — Пер. с англ. Алиса Апрельская.

## Фильмография

### Документальные фильмы о Тимоти Лири
- 1996 — Тимоти Лири мёртв (Timothy Leary’s dead)
- 1997 — Последнее путешествие Тимоти Лири (Timothy Leary’s Last Trip)
- 2020 — Моя психоделическая история любви (My Psychedelic Love Story)

### Художественные фильмы с участием Тимоти Лири
- 1981 — Укуренные 3 (Cheech & Chong’s Nice Dreams) — в роли самого себя
- 1989 — Детективное агентство «Лунный свет» (серия «Лунное затмение») — священник на свадьбе
- 1989 — Внезапное пробуждение — в роли самого себя
- 1989 — Электрошок — телевангелист
- 1991 — Тед и Венера — судья Уильям Конверс
- 1992 — Суперсила (серия «The Luddite Crusade») — комиссар полиции Пфистер
- 1992 — Дорожные небылицы — Сальвадор
- 1992 — Хлам — в роли самого себя
- 1994 — Приключения Бриско Каунти-младшего (серия «Stagecoach») — доктор Мило